# El Rey Network
El Rey Network ist ein englischsprachiger, US-amerikanischer Kabel- und Satelliten-Fernsehsender, der sich vornehmlich an Latinos richtet. Er hat seinen Sitz in Austin, Texas und wurde 2013 von Filmregisseur Robert Rodriguez gestartet. Er ist in den Pay-TV-Paketen von Bright House Networks, Charter Communications, Comcast, Cox Communications, DirecTV, Dish Network, Sling TV, Suddenlink Communications, Google Fiber und Time Warner Cable erhältlich. Zurzeit haben 40 Millionen Haushalte Zugriff auf den Sender.

## Entstehungsgeschichte
Planungen für den Fernsehsender gab es bereits 2012. Zusammen mit John Fogelman (Comcast) und Cristina Patwa (Factory/Made) begann er, einen Geschäftsplan aufzustellen. Robert Rodriguez erhielt im Frühling 2013 von Comcast die Zusage, einen Fernsehsender einspeisen zu können. Robert Rodriguez und sein Team ließen sich vom Grindhouse inspirieren und erwarben die Ausstrahlungsrechte an TV-Serien und Fernsehfilmen, die zum Exploitation und Sleaze-Stil der 1960er und 1970er passten sowie die 1970er Jahre Popkultur bedienten, darunter Klassiker wie Airwolf, Knight Rider, Miami Vice oder Starsky and Hutch. Der Sender zielt auf ein lateinamerikanisches Publikum ab und strahlt ein englischsprachiges Unterhaltungsprogramm aus, das eine Mischung aus Musik, Action, Drama, Reality-Shows und Zeichentrickfilmen umfasst. Rodriguez setzt dabei auf die gleiche Strategie, die seine Filme, wie From Dusk Till Dawn und die Mariachi-Trilogie berühmt machte.
Erst durch die finanzielle Unterstützung von Univision gelang der Start am 15. Dezember 2013. Zunächst war der Sender nur über Time Warner Cable und Comcast erhältlich, im Januar 2014 kam Bright House Network hinzu und im Februar Cox Communications. DirecTV startete mit der Einspeisung über Satellit im Januar 2014. Als zweiter Satellitenservice kam im Januar 2016 Dish Network hinzu. Februar 2015 übernahm auch Suddenlink Communications die Ausstrahlung des Senders.

## Eigenproduktionen
Als erste Eigenproduktion des Senders startete im März 2014 From Dusk Till Dawn: The Series, eine Fernsehserie basierend auf Rodriguez’ Spielfilm, den er zusammen mit Quentin Tarantino 1996 realisierte. Im Mai folgte die Fernsehsendung The Director's Chair with Robert Rodriguez, die verschiedene Regisseure beleuchtet, unter anderem John Carpenter in der Debütepisode und später Guillermo del Toro und Quentin Tarantino. Die zweite selbstproduzierte Fernsehserie wurde Matador von Roberto Orci, diese lief jedoch nur eine Staffel. Juli 2014 startet die Wrestling-Sendung Lucha Underground in Zusammenarbeit mit der Wrestlingliga Asistencia Asesoría y Administración (AAA), die es bisher auf drei Staffeln brachte.

## Senderprogramm

### Selbst produzierte Inhalte
- 2014: Matador
- 2014–2016: From Dusk Till Dawn: The Series
- 2014–: Lucha Underground
- 2014–: The Director’s Chair

### Exklusiv veröffentlichte Filme
- 2015: Kung Fury (Film)

### Ausgestrahlte Sendungen
- 666 Park Avenue
- Airwolf
- Almost Human
- Constantine
- Dark Angel
- Dollhouse
- Firefly
- FreakyLinks
- Freddy’s Nightmares
- Human Target
- Miami Vice
- Night Visions
- Persons Unknown
- Point Pleasant
- Pros vs. Joes
- Red vs. Blue
- Starsky & Hutch
- Toxic Crusaders
- Twilight Zone
- Tru Calling
- V
- The X-Files